# Šampanjec
Šampanjec (francosko Champagne [ʃɑ̃paɲ]) je peneče vino. Veliko ljudi uporablja izraz šampanjec kot generični izraz za vsako peneče vino, vendar je v nekaterih državah nezakonito tako označevati izdelke, če ne prihajajo iz vinske regije Šampanje in so proizvedeni po pravilih označbe porekla. Natančneje, v državah EU se lahko le peneče vino, ki prihaja iz francoske regije Šampanja, zakonito označi kot šampanjec. Kadar se uporablja zakonodaja EU, se ta alkoholna pijača proizvaja iz grozdja, gojenega v regiji Šampanja v Franciji, po pravilih, ki med drugim zahtevajo sekundarno fermentacijo vina v steklenici za ustvarjanje karbonizacije, posebne vinogradniške prakse, pridobivanje grozdja izključno iz posebnih parcel v Šampanji in po posebnem načinu, ki je značilen za regijo.
Predvsem se pri pridelavi skoraj vsega šampanjca uporablja grozdje modri pinot, pinot meunier in chardonnay, v manjših količinah pa tudi beli pinot, sivi pinot, arbane in petit meslier. Zakon o označevanju šampanjca dovoljuje, da se pri pridelavi šampanjca uporablja samo grozdje, pridelano v skladu s pravili o označevanju, na posebej določenih parcelah znotraj označbe.
Šampanjec je postal povezan s kraljevo družino v 17., 18. in 19. stoletju. Vodilni proizvajalci so si prizadevali, da bi svoje šampanjce s plemstvom in kralji povezali z oglaševanjem in pakiranjem, kar je privedlo do priljubljenosti med nastajajočim srednjim razredom. Najbolj prestižne šampanjske kleti so v mestih Reims in Épernay.

## Izvor
Vina iz vinske regije Šampanja so bila znana pred srednjim vekom. Rimljani so bili prvi, ki so na tem območju severovzhodne Francije zasadili vinograde, pri čemer se je območje začasno obdelovalo v 5. stoletju. Pravzaprav je bila pridelava sprva počasna zaradi nepopularnega ukaza cesarja Domicijana, da mora biti vsa kolonialna trta izkoreninjena. Ko je cesar Prob, sin vrtnarja, razveljavil edikt, je bil postavljen tempelj Bakhu in regija je začela proizvajati rdeče, svetlo in sadno vino, ki je bilo v nasprotju s težjimi italijanskimi mešanicami, ki so bile pogosto obogatene s smolo in zelišči.  Kasneje so cerkve posedovale vinograde in menihi so proizvajali vino za uporabo v zakramentu evharistije. Francoski kralji so bili tradicionalno maziljeni v Reimsu in šampanjec je služil kot del kronanja. Šampanjčani so zavidali slovesu vin, ki so jih na jugu izdelovali burgundski sosedje, in so poskušali proizvajati vina enakega kakovosti. Severno podnebje v regiji pa je dalo vinogradnikom edinstven izziv pri izdelavi rdečega vina. Na skrajnih koncih trajnostnega vinogradništva se je grozdje borilo za popolno zorenje, pogosto pa je imelo okrepljeno stopnjo kislosti in nizko raven sladkorja. Vina so bila lažja in z manj sladkorja od burgundskih vin, ki so jih želela preseči.
V nasprotju z legendo in prepričanjem, Dom Pérignon ni izumil penečega vina, čeprav je pomembno prispeval k proizvodnji in kakovosti tako mirnih kot penečih šampanjskih vin. Najstarejše zabeleženo peneče vino je Blanquette de Limoux, ki so ga domnevno izumili benediktinski menihi v opatiji Saint-Hilaire, blizu Carcassonneja leta 1531. To so dosegli s polnjenjem vina pred zaključkom začetne fermentacije. Več kot stoletje kasneje je angleški znanstvenik in zdravnik Christopher Merret dokumentiral dodajanje sladkorja končnemu vinu, da bi ustvaril drugo fermentacijo, šest let preden je Dom Pérignon stopil v opatijo Hautvillers. Merret je leta 1662 predstavil dokument v Kraljevi družbi, v katerem je podrobno opisal, kaj se zdaj imenuje méthode champenoise.  Merretova odkritja so sovpadala tudi s tehničnim razvojem angleških proizvajalcev stekla, ki je omogočal proizvodnjo steklenic, ki bi lahko vzdrževale potrebne notranje tlake med sekundarno fermentacijo. Francoski proizvajalci stekla v tem času niso mogli proizvajati steklenic zahtevane kakovosti ali moči. Že leta 1663 je pesnik Samuel Butler omenil 'živahni šampanjec'.
V Franciji je nastal prvi peneči šampanjec po naključju; pritisk v steklenici je pripeljal do tega, da se je imenoval 'hudičevo vino' (le vin du diable), ko so eksplodirale steklenice ali ko so se zamašili čepi. Takrat so mehurčki veljali za napako. Leta 1844 je Adolphe Jaquesson izumil muselet, kovinsko kapico nameščeno preko zamaška, vse skupaj pa je trdno povezano s spleteno žično košarico., da bi preprečil izpihovanje zamaškov. Začetne različice so bile slabo uporabne in neprimerne za odstranitev. Šampanjec je že dolgo po tem, ko je bil namerno proizveden kot peneče vino, izdelal méthode rurale, kjer je bilo vino ustekleničeno pred začetkom fermentacije. Šampanjec ni uporabil méthode champenoise do 19. stoletja, približno 200 let po dokumentiranju Merreta. V 19. stoletju je prišlo do eksponentne rasti proizvodnje šampanjca, od regionalne proizvodnje 300.000 steklenic na leto v letu 1800 na 20 milijonov steklenic leta 1850. Leta 2007 je prodaja šampanjca dosegla rekordno število 338,7 milijona steklenic.
V 19. stoletju je bil šampanjec opazno slajši od današnjih šampanjcev. Trend proti sušenju šampanjca se je začel, ko se je Perrier-Jouët odločil, da ne bo sladkal svojega letnika iz leta 1846, preden ga bo izvozil v London. Oznaka Brut je bila ustvarjena za Britance leta 1876.

## Pravica do imena šampanjec
Vinogradniška skupnost Šampanje je pod okriljem Odbora za medsektorske dejavnosti v Šampanji (Comité Interprofessionnel du vin de Champagne - CIVC) razvila celovit sklop pravil in predpisov za vino, proizvedeno v regiji, da bi zaščitila svoje gospodarske interese. Vključujejo kodifikacijo najprimernejših rastišč, najprimernejše vrste grozdja (večina šampanjca je mešanica do treh sort grozdja, čeprav so dovoljene tudi druge sorte) in dolg sklop zahtev, ki določajo večino vidikov vinogradništva. To vključuje obrezovanje, pridelek vinogradov, stopnjo stiskanja in čas, ko mora vino ostati na drožeh pred stekleničenjem. Prav tako lahko omeji sproščanje šampanjca na trg za ohranjanje cen. Samo če vino izpolnjuje te zahteve, je lahko označeno kot šampanjec. Pravila, o katerih se je strinjal CIVC, se predložijo v končno odobritev Nacionalnemu inštitutu za inovacije in kakovost (Institut national de l'origine et de la qualité - prej Nacionalni urad za označbe porekla  Institut National des Appellations d'Origine – INAO).
Leta 2007 se je organizacija INAO, vladna organizacija, ki nadzoruje vino v Franciji, pripravljala na največjo revizijo pravnih omejitev regije od leta 1927 kot odgovor na gospodarske pritiske. Z naraščajočim povpraševanjem in omejeno proizvodnjo grozdja šampanjske hiše pravijo, da bi lahko rastoča cena povzročila potrošniško vznemirjenost, ki bi industriji v preteklosti škodovala. To je skupaj s političnim pritiskom iz vasi, ki želijo biti vključene v razširjene meje, pripeljalo do poteze. Spremembe so predmet pomembnega znanstvenega pregleda in naj ne bi vplivale na grozdje, proizvedeno v Šampanji, do leta 2020.

### Uporaba besede šampanjec
Peneča vina se proizvajajo po vsem svetu, vendar številne pravne strukture rezervirajo besedo šampanjec izključno za peneča vina iz vinske regije Šampanja, izdelana v skladu s predpisi Comité Interprofessionnel du vin de Champagne. V Evropski uniji in številnih drugih državah je ime šampanjec pravno zaščiteno z Madridskim sistemom v skladu s pogodbo iz leta 1891, ki jo je rezervirala za peneče vino, proizvedeno na istoimenskem območju in spoštovanje standardov, ki so bili za to opredeljeni kot appellation d'origine contrôlée; varstvo je bilo ponovno potrjeno v Versajski pogodbi po prvi svetovni vojni. Podobno pravno varstvo je sprejelo več kot 70 držav. Pred kratkim so Avstralija, Čile, Brazilija, Kanada in Kitajska sprejele zakone ali podpisale sporazume z Evropo, ki omejujejo uporabo izraza šampanjec le na proizvode, proizvedene v vinski regiji Šampanja. Združene države prepovedujejo uporabo imena na vseh novih vinih. Samo tisti, ki so imeli dovoljenje za uporabo izraza na etiketah pred letom 2006, ga lahko še naprej uporabljajo in samo, če jih spremlja dejansko poreklo vina (npr. "California"). Večina ameriških penečih vin ne uporablja izraza šampanjec na svojih etiketah in nekatere države, kot je Oregon, prepovedujejo proizvajalcem v svojih državah uporabo izraza.
V Združenih državah Amerike postaja zaščita vinogradniških krajev vse pomembnejša. Več ključnih ameriških vinskih regij, kot so Kalifornija (Napa, Sonoma Valley, Paso Robles), Oregon in Walla Walla v Washingtonu, so preostale polgenerične oznake štele za škodljive za njihov ugled (prim. Deklaracija Napa).
Tudi izrazi méthode champenoise in Champagne method so bili prepovedani s sodno odločbo sodišča EU leta 1994.  Od leta 2005 je opis, ki se najpogosteje uporablja za peneča vina, ki uporabljajo drugo fermentacijo v procesu proizvodnje steklenic, vendar ne iz regije Šampanja, méthode traditionnelle. Peneča vina se proizvajajo po vsem svetu in mnogi proizvajalci uporabljajo posebne pogoje, da jih opredelijo: Španija uporablja Cava, Italija jih imenuje spumante in Južna Afrika uporablja cap classique. Italijansko peneče vino iz grozdja muškat uporablja DOCG Asti in iz grozdja glera DOCG Prosecco. V Nemčiji je sekt običajno peneče vino. Druga francoska vinska območja ne morejo uporabiti imena šampanjec: npr., Burgundija in Alzacija proizvajata Crémant. Belgijski organi so leta 2008 uničili več kot 3000 steklenic penečega vina, proizvedenega v Kaliforniji, označenih z izrazom "šampanjec".
Ne glede na pravne zahteve za označevanje, obsežna izobraževalna prizadevanja vinske regije Šampanja in uporabo alternativnih imen s strani proizvajalcev kakovostnih penečih vin, ki niso šampanjci, nekateri potrošniki in prodajalci vina, vključno s "Korbels California Champagne", uporabljajo šampanjec kot splošni izraz za bela peneča vina, ne glede na poreklo.
Vas Champagne v Švici, je tradicionalno izdelovala mirno vino, označeno kot "šampanjec", najstarejše zapise o vinogradništvu so iz leta 1657. V skladu z EU je švicarska vlada leta 1999 priznala, da bo do leta 2004 iz vasi izginila uporaba imena. Prodaja je po spremembi padla s 110.000 steklenic na leto na 32.000. Aprila 2008 so se vaščani odločili, da se bodo borili proti omejitvi na švicarskih volitvah.
V Sovjetski zvezi so se vsa peneča vina imenovala шампанское ('šampansko v ruščini). Ime se še danes uporablja za nekatere blagovne znamke penečih vin, proizvedenih v nekdanjih sovjetskih republikah, kot so Sovetskoye Shampanskoye in Rossiyskoe Shampanskoe.

## Pridelava
Méthode Champenoise je tradicionalna metoda, s katero se proizvaja šampanjec. Po primarni fermentaciji in stekleničenju se v steklenici pojavi drugo alkoholno vrenje. Ta druga fermentacija se sproži z dodajanjem več gramov kvasovk Saccharomyces cerevisiae in sladkorja v steklenico - čeprav ima vsaka blagovna znamka svoj skrivni recept. Po mnenju apelacije d'origine contrôlée je potrebno najmanj 1,5 leta, da se popolnoma razvije celotna aroma. V letih, ko je trgatev izjemna, se deklarira mlinski čas in nekaj šampanjca bo izdelano in označeno kot proizvod ene letine in ne mešanice več letin. To pomeni, da bo šampanjec zelo dober in mora zoreti vsaj 3 leta. V tem času je steklenica šampanjca zaprta s kronskim zamaškom, ki je podoben tistemu, ki se uporablja na steklenicah za pivo.
Po staranju se s steklenico ročno ali mehansko manipulira v procesu, ki se imenuje remuage (praznjenje), tako da se droži usedejo v vrat steklenice. Po ohlajevanju steklenic vrat zamrznejo, pokrov pa odstranijo. Tlak v steklenici iztisne led, ki vsebuje droži, steklenica pa se hitro zapre, da se ogljikov dioksid ohrani v raztopini. Doda se nekaj vina iz prejšnjih letnikov in dodatni sladkor (le dosage), da se ohrani raven v steklenici in, kar je pomembno, prilagodi sladkost končnega vina.

### Mehurčki
Začetni izbruh mehurčkov se pojavi, ko šampanjec pride v stik s suhim steklom. Ti mehurčki se oblikujejo na nepopolnosti stekla, ki olajšujejo nukleacijo ali, v minimalnem obsegu, na celulozna vlakna, ki ostanejo iz postopka brisanja / sušenja, kot je prikazano s hitro video kamero. Po prvotni naglici pa so te naravno nastale pomanjkljivosti običajno premajhne, da bi lahko dosledno delovale kot točke nukleacije, saj površinska napetost tekočine gladi te minute nepravilnosti. Nukleacijska mesta, ki delujejo kot vir stalnega šumenja, niso naravne pomanjkljivosti v steklu, ampak se dejansko pojavijo tam, kjer je steklo jedkal proizvajalec ali stranka. To jedkanje se običajno opravi s kislino, laserjem ali orodjem za jedkanje stekla iz obrtne trgovine, da se zagotovijo mesta nukleacije za neprekinjeno tvorbo mehurčkov. Leta 1662 je bila ta metoda razvita v Angliji, kot so zapisali v predstavi Royal Society.
Dom Pérignona so prvotno napotili njegovi nadrejeni v opatiji Hautvillers, da bi se znebil mehurčkov, saj je pritisk v steklenicah povzročil, da so mnoge od njih počile v kleti. Ker se je v začetku 18. stoletja proizvodnja penečih vin povečala, so morali kletarji nositi težko železno masko, da bi preprečili poškodbe zaradi spontano razpočenih steklenic. Motnje, ki jih povzroča eksplozija ene steklenice, je lahko povzročila verižno reakcijo, pri čemer so kleti na ta način rutinsko izgubile 20–90 % steklenic. Skrivnostna okoliščina, ki je obkrožala takrat neznan proces fermentacije in ogljikovega plina, je povzročila, da so nekateri kritiki poimenovali peneče stvaritve »Vražje vino«.

## Pridelovalci
V Šampanji je več kot sto šampanjskih hiš in 19.000 manjših vinarjev (vignerons). Ta podjetja upravljajo okoli 32.000 hektarjev vinogradov v regiji. Vrsta proizvajalca šampanjca se lahko identificira iz kratic, ki jim sledi uradna številka na steklenici

## Sorte in slogi
Šampanjec je ena sama oznaka. Praviloma je treba uporabiti belo chardonnay ali temno rdeče vino modri pinot ali pinot meunier, ki zaradi nežnega stiskanja grozdja in odsotnosti stika s kožo med vrenjem po navadi tudi pridobi belo osnovno vino. Večina šampanjcev, vključno z vini Rosé, so narejeni iz mešanice vseh treh vrst grozdja, čeprav so Blanc de blancs (bela iz belih) izdelana iz 100 % chardonnaya in Blanc de noirs (bela iz rdečih) iz modrega pinota, pinot Meunier ali mešanice obeh.
Štiri druge sorte grozdja so dovoljene, predvsem zaradi zgodovinskih razlogov, saj so redko uporabljene. V različici uredb o označevanju iz leta 2010 je navedenih sedem sort, ki so dovoljene, arbane, chardonnay, petit meslier, beli pinot, sivi pinot, pinot meunier in modri pinot. Redko kultivirane sorte (0,02 % vseh trt, ki so bile zasajene v Šampanji) arbanne, petit meslier in beli pinot, se še vedno lahko najdejo v sodobnih cuvéejih nekaterih proizvajalcev. Prejšnje direktive INAO določajo pogojna dovoljenja v skladu s kompleksnimi zakoni iz leta 1927 in 1929 ter zasaditve pred letom 1938. Celoten seznam dejanskih in teoretičnih sort je pred uredbami iz leta 2010 vključeval tudi pinot de juillet in pinot rosé. Vinska trta regije Gamay naj bi bila izkoreninjena do leta 1942, vendar je bila zaradi druge svetovne vojne to odloženo do leta 1962 in ta sorta v Šampanji ni več dovoljena. 
Temni modri pinot in pinot meunier dajeta vinu njegovo dolžino in hrbtenico. Predvsem se gojita na dveh območjih - Montagne de Reims in Vallée de la Marne. Montagne de Reims vodi vzhod-zahod proti jugu Reimsa v severni Šampanji. Zanimivi so za severna obrobna pobočja, kjer pihajo topli vetrovi, ki se dvigajo iz dolin. Reka Marne teče zahodno-vzhodno skozi Šampanjo, južno od Montagne de Reims. Vallée de la Marne ima južna obrobna pobočja. Chardonnay daje vinu njegovo kislost in okus piškotov. Večina chardonneya se goji v pasu, ki teče sever-jug, južno od Épernaya, ki se imenuje Côte des Blancs, vključno z vasmi Avize, Oger in Le Mesnil-sur-Oger. To so vinogradi, obrnjeni proti vzhodu, zemlja pa je podobna kot Côte de Beaune. Različna tla pojasnjujejo razlike v značilnostih grozdja in pojasnjujejo primernost mešanja soka iz različnih sort grozdja in geografskih območij v Šampanji, da bi dobili želen slog za vsako šampanjsko hišo.

### Tipi šampanjca
Večina danes proizvedenih šampanjcev je "Non-vintage", kar pomeni, da je mešan proizvod grozdja iz več letnikov. Večina osnovne bo iz letnika z enoletne pridelave, pri čemer bodo proizvajalci vmešali od 10 do 15 % (celo do 40 %) vina iz starejših letnikov. Če so pogoji določene letine ugodni, bodo nekateri proizvajalci izdelali staro vino, ki mora biti sestavljeno iz 100 % grozdja iz tega letnika. V skladu s predpisi o šampanjskem vinu lahko hiše, ki izdelujejo tako starodavna kot tudi ne-starinska vina, uporabijo največ 80 % skupne letine pridelave za proizvodnjo vintage šampanjca. To omogoča, da se vsaj 20 % pridelka vsakega letnika rezervira za uporabo v Šampanji, ki ni namenjen pridelavi. To zagotavlja dosleden slog, ki ga potrošniki lahko pričakujejo od šampanjca, ki ni starinski in se ne spreminja preveč radikalno glede na kakovost letnika. Nekateri pridelovalci bodo v manj kot idealnih letnikih pridelali vino samo iz te ene letine in ga še vedno označevali kot nekulturno in ne kot "letnik", saj bo vino slabše kakovosti, proizvajalci pa si ne želijo rezervirati vina za prihodnje mešanje. 

#### Prestižnicuvée
Cuvée de prestige je lastniško mešano vino (običajno šampanjec), ki se šteje kot vrh proizvajalčevega razpona. Znani primeri so Louisa Roedererja Cristal, Grand Siècla Laurenta-Perriera, Moët & Chandon Dom Pérignona, Cuvée Femme Duval-Leroya, zlati brut Armand de Brignaca in Pola Rogerja  Cuvée sir Winston Churchill. Morda je bil prvi javno dostopni prestižni cuvée Moët & Chandonov Dom Pérignona, ki je bil lansiran leta 1936 z letnico 1921. Do takrat so šampanjske hiše ustvarjale različne cuvéeje različne kakovosti, a vrhunsko vino, proizvedeno po najvišjih standardih (in ceni ustrezno), je bila nova ideja. Pravzaprav je Louis Roederer proizvajal Cristal od leta 1876, vendar je bil to izključno za zasebno porabo ruskega carja. Cristal je bil javno dostopen z letnico 1945. Nato je prišel Taittingerjev Comtes de Champagne (prvi letnik 1952) in Laurent-Perrierjev Grand Siècle 'La Cuvée' leta 1960, mešanica treh letnikov (1952, 1953 in 1955) in Perrier Jouët La Belle Époque. V zadnjih treh desetletjih 20. stoletja jih je večina šampanjskih hiš sledila s svojimi prestižnimi cuvéeji, pogosto imenovanimi po znamenitih ljudeh s povezavo do tega producenta in predstavljenimi v nestandardnih oblikah steklenic (po vodstvu Dom Pérignona v 18. stoletju).

#### Blanc de noirs
Francoski izraz (dobesedno "bela iz črnih") za belo vino, proizvedeno v celoti iz črnega grozdja. Meso grozdja, opisano kot črno ali rdeče, je belo. Grozdni sok, ki ga dobimo po minimalnem možnem stiku s kožo, proizvaja v bistvu belo vino z rahlo rumenkasto barvo kot vino iz belega grozdja. Barva je zaradi majhne količine pigmentov rdeče kože pogosto opisana kot belo-rumena, belo-siva ali srebrnkasta. Blanc de noirs se pogosto srečuje v Šampanji, kjer je več hiš sledilo vodstvu Bollingerjevega prestižnega cuvéeja Vieilles Vignes Françaises pri uvajanju cuvéeja, izdelanega iz modrega pinota, pinota meunierja ali mešanice obeh (ti dve sta edini črni dovoljeni znotraj označbe šampanjskega AOC).

#### Blanc de blancs
Francoski izraz, ki pomeni "bel od belega", se uporablja za označevanje šampanjcev, izdelanih izključno iz grozdja chardonnay ali v redkih primerih iz belega pinota (kot je La Bolorée iz Cedric Boucharda). Ta izraz se občasno uporablja v drugih regijah, ki pridelujejo peneče vino, po navadi za označevanje vin, ki vsebujejo samo chardonnay in ne za katero koli peneče vino iz drugih belih sort grozdja.

#### Rosé šampanjec
"Pink Champagne" je bila poceni, sladka različica penečega vina, proizvedenega v 1950-ih in zgodnjih 1960-ih, ker je bil povprečni ameriški potrošnik v tistem času misel brut šampanjca preveč suh, vendar je bil ukinjen.
Brut rose Champagnes se je pojavil v 1990-ih. Proizvede se bodisi tako, da se čisti sok iz črnega grozdja pusti macerirati na koži za kratek čas (znana kot metoda saignée) ali, bolj pogosto, z dodajanjem majhne količine še vedno rdečega črnega vina pinot v cuvée penečega vina. Šampanjec je običajno svetle barve, čeprav je pridelan z rdečim grozdjem, saj se sok iztisne iz grozdja z nežnim postopkom, ki zmanjša čas, ki ga sok porabi v stiku s kožo, kar daje rdečemu vinu njegovo barvo. Rosé Champagne je eno od redkih vin, ki omogoča proizvodnjo roséja z dodajanjem majhne količine rdečega vina med mešanjem. To zagotavlja predvidljivo in ponovljivo barvo, ki omogoča stalno barvo rozéja iz leta v leto. Je priljubljen v številnih državah in v vrhunskih restavracijah zaradi svojega mehkega, a občutljivega okusa, kar je ugodno pri združevanju hrane in vina.

### Sladkost
Zrelost grozdja in količina dodanega sladkorja po drugi fermentaciji - se spreminja in vpliva na količino sladkorja, ki ostane v šampanjcu, ko se polni za prodajo in s tem sladkost končnega vina. Vina z oznako Brut Zero, ki so pogostejša med manjšimi proizvajalci, nimajo dodanega sladkorja in bodo običajno zelo suha, z manj kot 3 g preostalega sladkorja na liter v končnem vinu. Naslednji izrazi se uporabljajo za opis sladkosti ustekleničenega vina:
- Extra Brut (manj kot 6 gramov ostanka sladkorja na liter)
- Brut (manj kot 12 gramov)
- Extra Dry (od 12 do 17 gramov)
- Sec (med 17 in 32 gramov)
- Demi-sek (od 32 do 50 gramov)
- Doux (50 gramov)

Najpogostejši slog danes je Brut. Vendar pa je bil v 19. stoletju in v začetku 20. stoletja šampanjec na splošno precej slajši, kot je danes. Še več, razen v Veliki Britaniji, se je šampanjec pil kot desertno vino (po obroku) in ne kot namizno vino (z obrokom). V tem času je bila sladkost šampanjca prirejena namembni državi, približno:
- Goût anglais ("angleški okus" med 22 in 66 gramov); danes goût anglais nanaša na star šampanjec
- Goût américain ("ameriški okus", med 110 in 165 gramov)
- Goût français ("francoski okus" med 165 in 200 gramov)
- Goût russe ("ruski okus", 200 do 300 gramov)

## Šampanjske steklenice
Šampanjec večinoma fermentira v dveh velikostih steklenic, standardnih steklenicah (750 mililitrov) in magnumih (1,5 litra). Na splošno velja, da so magnumi višje kakovosti, saj je v steklenici manj kisika, razmerje med volumnom in površino pa daje prednost nastajanju ustreznih mehurčkov. Vendar za to stališče ni trdnih dokazov. Druge velikosti steklenic, večinoma imenovane po svetopisemskih številkah, so običajno polnjene s šampanjcem, ki je fermentiran v standardnih steklenicah ali magnumih. Gosset še vedno napolni Grande Réserve v jeroboamu od začetka njegove druge fermentacije.
Velikosti večje od jeroboama (3 L) so redke. Primatove steklenice (27 l) - in od leta 2002, Melchizedek steklenice (30 l) - ponujajo izključno hiša Drappier. (Ista imena se uporabljajo za steklenice, ki vsebujejo običajno vino in port, vendar se Jeroboam, Rehoboam in Methuselah nanašajo na različne količine steklenic.) Edinstvene velikosti so bile narejene za posebne priložnosti in ljudi, najbolj opazen primer, ki je morda 60 cl steklenica (Imperial pint), izdelana posebej za sir Winstona Churchilla s strani Pola Rogerja.
Leta 2009 je bila na slovesnosti, ki jo je obiskalo 12 najboljših svetovnih degustatorjev, odprta steklenica šampanjca Perrier-Jouët iz leta 1825. To steklenico je uradno priznala Guinnessova knjiga rekordov kot najstarejša steklenica šampanjca na svetu. Ugotovljeno je bilo, da so vsebine pitne, z notami tartufov in karamele v okusu. Zdaj sta na voljo le še dve steklenici iz letnika 1825.
Julija 2010 je finski potapljač Christian Ekström na ladji, ki je bila v bližini Ålandskih otokov v Baltskem morju, odkrila 168 steklenic. Začetne analize so pokazale, da sta v dveh različnih hišah obstajali vsaj dve vrsti steklenic: Veuve Clicquot v Reimsu in dolgo odsotna šampanjska hiša Juglar (absorbirana v Jacquesson leta 1829). Odkrite steklenice so lahko že pred letom 1825 Perrier-Jouët, navedenim zgoraj. Ko so strokovnjaki zamenjali stare zamaške z novimi, so odkrili, da so v steklenicah iz tretje hiše, Heidsieck. Razbitina je torej vsebovala 95 steklenic Juglarja, 46 steklenic Veuve Clicquot in štiri steklenice Heidsiecka, poleg 23 steklenic, katerih proizvodnja je še vedno neidentificirana. Strokovnjaka šampanjcev Richard Juhlin in Essi Avellan, sta vsebino steklenic opisala kot zelo dobre. Načrtovano je, da se bo večina steklenic prodala na dražbi, cena vsake ocenjeno znaša približno 40.000–70.000 funtov.
Aprila 2015, skoraj pet let po prvem odkritju steklenic, so raziskovalci pod vodstvom Philippa Jeandeta, profesorja biokemije živil, objavili ugotovitve kemijskih analiz šampanjca in posebej opozorili na dejstvo, da čeprav je kemijska sestava 170-letnega šampanjca zelo podobna sestavi današnjega, je bilo v tem veliko več sladkorja kot v današnjih, prav tako pa je bilo manj alkohola kot v današnjih. Visok nivo sladkorja je bil takrat značilen za ljudi, Jeandet pa je pojasnil, da so ljudje v 19. stoletju, kot so Rusi, pri večerji dodali sladkor v vino. Vseboval je tudi višje koncentracije mineralov, kot so železo, baker in kuhinjska sol, kot današnji šampanjec.

### Zamaški
Zamaški za šampanjec so večinoma zgrajeni iz treh delov in se imenujejo aglomerirani zamaški. Oblika gob, ki se pojavi v prehodu, je posledica tega, da je spodnji del sestavljen iz dveh zloženih diskov neokrnjene plute, cementiranega v zgornji del, ki je konglomerat zemeljske plute in lepila. Spodnji del je v stiku z vinom. Pred vstavitvijo je plutovinasto vino skoraj 50 % večje od odprtine steklenice. Prvotno se pluta začne kot valj in se stisne pred vstavitvijo v steklenico. Sčasoma postane njihova stisnjena oblika trajnejša in izrazita "gobasta" oblika postane bolj očitna.
Staranje šampanjskega po zamašitvi lahko do neke mere pove, da se pluta, ker je dlje v steklenici, manj se vrača v prvotno obliko valja.

## Kozarci
Šampanjec se običajno postreže v šampanjski piščali, katere značilnosti vključujejo dolgo steblo z visoko, ozko skledo, tanke strani in jedkano dno. Namen oblike piščali je zmanjšati površino, s čimer se ohrani karbonacija, pa tudi maksimiranje nukleacije (vidni mehurčki in črte mehurčkov). Legenda pravi, da je bila oblika viktorijanskega coupeja oblikovana na prsih Madame de Pompadour, ljubice kralja Ludvika XV. Francoskega ali morda Marie Antoinette, vendar je bilo steklo v Angliji oblikovano že več kot stoletje, predvsem za peneče vino in šampanjec leta 1663. Šampanjec se vedno servira hladen; njegova idealna temperatura za pitje je od 7 do 9 ° C. Pogosto se steklenica ohladi v vedru z ledom in vodo pol ure pred odprtjem, kar zagotavlja tudi manjšo vsebnost šampanjca in se lahko odpre brez razlitja. Posode za šampanjec so narejene posebej za ta namen in imajo pogosto večji volumen kot standardna vedra za hlajenje vina, da sprejmejo večjo steklenico in več vode in ledu. 

### Nalivanje šampanjca
Nalivanje penečega vina med nagibanjem steklenice pod kotom in rahlo drsenje po steklu kozarca ob strani bo ohranilo večino mehurčkov, v nasprotju z izlivanjem neposredno navzdol, da se ustvari glava "mousse", v skladu s študijo "O izgubah raztopine" znanstvenikov z Univerze v Reimsu. Temperatura hladnejših steklenic povzroči tudi manjšo izgubo plina. Poleg tega industrija razvija šampanjec, izdelan posebej za zmanjšanje količine izgubljenega plina.

### Pršenje šampanjca
Šampanjec je bil sestavni del športnega praznovanja, saj je Moët & Chandon začel ponujati svoje šampanjce zmagovalcem prireditev Formuli 1 Grand Prix. Na 24 urah Le Mansa leta 1967 je zmagovalec Dan Gurney začel tradicijo voznikov, ki so pršili množico in drug drugega. Muslimanski večinski Bahrajn je leta 2004 prepovedal praznovanje s šampanjcem na stopničkah F1, namesto tega pa je uporabil brezalkoholno granatno jabolko in rožno vodo.
Leta 2015 so nekateri avstralski tekmovalci začeli slaviti s pitjem šampanjca iz obutve, prakso, znano kot čevlji.

## Cena šampanjca
Obstajajo številni splošni dejavniki, ki vplivajo na ceno šampanjca: omejeno območje v vinski0 regiji, prestiž, ki ga je razvil po vsem svetu in visoki stroški proizvodnega procesa, med drugimi možnimi.